# مسابقات جهانی شنا (۲۵ متر) ۱۹۹۹
مسابقات جهانی شنا (۲۵ متر) ۱۹۹۹ یا مسابقات جهانی شنا کورس کوتاه از ۱ تا ۴ آوریل ۱۹۹۹ میلادی در هنگ کنگ برگزار شده است.

## کشورهای شرکت‌کننده
در این مسابقات ۵۱۶ شناگر از ۶۱ کشور جهان حضور داشته‌اند:
| - آرژانتین - استرالیا - باربادوس - بلاروس - بلژیک - برزیل - کانادا - چین - تایوان - کاستاریکا - کرواسی - کوبا - جمهوری چک - دانمارک - اکوادور | - مصر - السالوادور - استونی - فیجی - فنلاند - فرانسه - آلمان - بریتانیای کبیر - یونان - هنگ کنگ - ایسلند - جمهوری ایرلند - اسرائیل - ایتالیا - ژاپن | - قرقیزستان - لیتوانی - لوکزامبورگ - ماکائو - مقدونیه شمالی - مالزی - مولدووا - هلند - نیوزیلند - نروژ - پرو - لهستان - پرتغال - پورتوریکو - رومانی | - روسیه - صربستان و مونته‌نگرو - سیشل - سنگاپور - اسلواکی - اسلوونی - آفریقای جنوبی - اسپانیا - سوئد - سوئیس - ترینیداد و توباگو - اوکراین - ایالات متحده آمریکا - ازبکستان |

## جدول مدال‌ها
| رتبه | کشور                | طلا | نقره | برنز | مجموع |
| ۱    | استرالیا            | ۹   | ۱۱   | ۷    | ۲۷    |
| ۲    | ژاپن                | ۶   | ۲    | ۱    | ۹     |
| ۳    | بریتانیای کبیر      | ۴   | ۵    | ۴    | ۱۳    |
| ۴    | سوئد                | ۴   | ۴    | ۳    | ۱۱    |
| ۵    | ایالات متحده آمریکا | ۳   | ۱    | -    | ۴     |
| ۶    | اسلواکی             | ۳   | -    | -    | ۳     |
| ۷    | هلند                | ۲   | ۳    | ۵    | ۱۰    |
| ۸    | اوکراین             | ۲   | ۱    | ۱    | ۴     |
| ۹    | کوبا                | ۲   | -    | -    | ۲     |
| ۱۰   | چین                 | ۱   | ۳    | ۲    | ۶     |
| ۱۱   | آلمان               | ۱   | ۱    | -    | ۲     |
| ۱۲   | روسیه               | ۱   | -    | ۳    | ۴     |
| ۱۳   | دانمارک             | ۱   | -    | ۲    | ۳     |
| ۱۴   | فنلاند              | ۱   | -    | -    | ۱     |
| ۱۵   | کانادا              | -   | ۳    | ۵    | ۸     |
| ۱۶   | آفریقای جنوبی       | -   | ۳    | -    | ۳     |
| ۱۷   | لهستان              | -   | ۱    | ۲    | ۳     |
| ۱۸   | ایتالیا             | -   | ۱    | ۱    | ۲     |
| ۱۹   | آرژانتین            | -   | ۱    | -    | ۱     |
| ۲۰   | اسپانیا             | -   | -    | ۲    | ۲     |
| ۲۰   | سوئیس               | -   | -    | ۲    | ۲     |